# Novokórsunskaya
Novokórsunskaya (en ruso: Новокорсунская) es una stanitsa del raión de Timashovsk del krai de Krasnodar, en Rusia. Está situada a orillas del río Beisuzhok Izquierdo, afluente del Beisug, 15 km al este de Timashovsk y 66 km al norte de Krasnodar, la capital del krai. Tenía 4 945 habitantes en 2010.
Es cabeza del municipio Novokórsunskoye, al que pertenece asimismo Krasnoarmeiski.

## Historia
La localidad fue fundada en la orilla derecha del río en 1809 por cosacos provenientes de la stanitsa Starokórsunskaya, que habían llegado al Kubán algunos años antes provenientes del Sich de Zaporozhia. A estos se sumaron numerosos campesinos que habían huido de sus terratenientes en Ucrania o el sur de Rusia. El pueblo contaba con 1 126 habitantes en 1861. En 1880 tenía 2 438 habitantes, lo que pone de relevancia el rápido desarrollo de la localidad en la segunda mitad del siglo XIX. En 1909, 6 777. En 1864 abrió la primera escuela de la localidad y en 1875 se construyó la iglesia.
El poder soviético fue establecido el 18 de marzo de 1918, pero el 18 de agosto de ese mismo año, las tropas blancas ocuparon la población, ejecutando a los miembros del soviet local. El 5 de marzo de 1920 fue recuperada al control del Ejército Rojo. En 1931 las tierras de la localidad fueron incluidas en el gran koljós Molotov, que al año siguiente sería dividido en seis partes más pequeñas (Pravda, Komintern, Iskra, Krasni kolos, Proletarski volia y Proletari).
El 6 de agosto de 1942 la localidad fue ocupada por las tropas de la Wehrmacht de la Alemania Nazi, que la ocuparon hasta el 11 de febrero de 1943, en que fue liberada por  las brigadas 34.ª y 131ª de infantería y dos batallones del 711º regimiento de artillería del 11º Cuerpo de la Guardia del Ejército Rojo de la Unión Soviética. El 23 de agosto de 1950 los seis koljoses se volvieron a fusionar en uno llamado Iskra.

## Demografía
| 2002  | 2010  |
| ----- | ----- |
| 5 067 | 4 945 |

### Composición étnica
De los 5 067 habitantes que tenía en 2002, el 92.5 % era de etnia rusa, el 2.8 % era de etnia armenia, el 2.3 % era de etnia ucraniana, el 0.4 % era de etnia alemana, el 0.3 % era de etnia bielorrusa, el 0.3 % era de etnia georgiana, el 0.2 % era de etnia tártara, el 0.1 era de etnia azerí y el 0.1 % era de etnia adigué

## Cultura y lugares de interés
Cuenta con un museo etnográfico y de historia local.